# La Maison (film, 1970)
Pour les articles homonymes, voir La Maison.
Pour plus de détails, voir Fiche technique et Distribution.
La Maison est un film français réalisé par Gérard Brach sorti en 1970.

## Synopsis
Ancien professeur d'histoire naturelle, Louis Compiègne vit retiré dans une grande maison, en compagnie de Pascal, son fidèle serviteur. L'arrivée d'une jeune étudiante américaine vient mettre du désordre dans la calme vie du retraité.

## Fiche technique
Source IMDb
- Réalisation : Gérard Brach
- Scénario : Gérard Brach
- Image : Étienne Becker
- Son : Jean-Pierre Ruh
- Musique : Wallace Collection; Maurice Lecoeur; et Parlez-moi d'amour par Lucienne Boyer
- Montage : Kenout Peltier
- Conseiller technique : Pierre Grunstein
- Lieu du tournage: Château de Pronleroy
- Production : Claude Berri, Jean-Pierre Rassam
- Sociétés de production : Renn Productions, Vicco Films
- Pays d'origine :  France
- Langue : français
- Genre : comédie
- Durée : 95 minutes
- Sortie : 26 août 1970 (France)

## Distribution
Source IMDb
- Michel Simon : Louis Compiègne
- Patti D'Arbanville : Lorraine Hoper
- Paul Préboist : Pascal
- Alain Libolt : Étienne
- Anémone
- Richard Bohringer : un ami de Loraine
- André Weinfeld : un ami de Loraine
- Claude Melki : un ami de Loraine
- Lorenne Rio : une jeune fille
- Siddy Ayres
- Odette Duc
- Alexandre Klimenko
- Aïssa Sylla

## Réception
Selon Quiconque exerce ce métier stupide mérite tout ce qui lui arrive de Christophe Donner, le film est une catastrophe, vu comme « irregardable » dès la fin du tournage, Brach fut poussé à faire le film suivant Le Bateau sur l'herbe pour effacer le désastre.